# Rain Peerandi
Rain Peerandi (Tartu, Estonia, 27 de enero de 1984) es un árbitro de baloncesto estonio, que dirige partidos en la Alexela Korvpalli Meistriliiga, Euroliga y Eurocup.

## Trayectoria
Empezó como jugador del Tartu Ülikool/Rock, ganando en dos ocasiones la Copa de baloncesto de Estonia, en 2001 y en 2005. Cómo árbitro dirige partidos de la Alexela Korvpalli Meistriliiga, Euroliga y Eurocup.